# Matthias Joseph Isuja
Matthias Joseph Isuja (* 14. August 1929 in Haubi; † 13. April 2016 in Itigi) war ein tansanischer Geistlicher und römisch-katholischer Bischof von Dodoma.

## Leben
Matthias Joseph Isuja empfing am 24. Dezember 1960 die Priesterweihe für das Bistum Mbarara.
Papst Paul VI. ernannte ihn am 26. Juni 1972 zum Bischof von Dodoma. Der Erzbischof von Daressalam, Laurean Kardinal Rugambwa, spendete ihm am 17. September desselben Jahres die Bischofsweihe; Mitkonsekratoren waren Marko Mihayo, Erzbischof von Tabora, und Adriani Mkoba, Bischof von Morogoro und Apostolischer Administrator von Sansibar und Pemba.
Am 15. Januar 2005 nahm Papst Johannes Paul II. seinen altersbedingten Rücktritt an.